# Файнберг, Самуил Исаевич
Самуил (Моня) Исаевич Файнберг (1885, Иркутск — 1921, Мысовск) — эсер-боевик, участник Северного боевого летучего отряда, член ЦК ПСР.

## Биография
Моня Файнберг родился в семье иркутского купца первой гильдии, почётного гражданина Исая Матвеевича Файнберга (1846—1923). Самуил учился в Иркутской губернской гимназии.
В 1903 году Самуил Файнберг, вместе с братом Павлом, привлекался «охранкой» по делу о нелегальном ученическом кружке «Братство» (и одноименном журнале). В канун Первой русской революции, в 1905 году, Файнберг вступил в Партию социалистов-революционеров (ПСР) и стал студентом Томского университета (проучился не более одного семестра).
Файнберг принимал активное участие в революции 1905 года в Иркутске: он был членом как еврейской, так и эсеровской дружин самообороны. В 1906 году он выехал в Европейскую Россию, где избрался в Киевский комитет ПСР. 19 июля 1907 года Файнберг был арестован в Киеве, но через некоторое время вышел под залог и уехал в Санкт-Петербург.
В столице Самуил Исаевич стал членом Северного боевого летучего отряда и участвует во многих боевых операциях. Был арестован за подготовку покушения на военного министра Российской империи Александра Редигера. Файнберг был осуждён царским судом на 15 лет каторги. До февраля 1917 года он находился в разных тюрьмах: в столице, в Орле (1909), в Пскове, в Александровском централе (1910).
В 1911 году Самуил Файнберг совершил неудачную попытку побега. Был амнистирован в связи с Февральской революцией. В октябре 1918 года он стал кандидатом в члены Всесибирского комитета эсеровской партии. В 1919 году Файнберг вошёл в состав ЦК ПСР, а также Сибкрайкома и Иркутского комитета.
После прихода РККА Файнберг выехал в Дальневосточную республику (ДВР). В конце июня 1921 года, при возвращении из ДВР, он был арестован и расстрелян большевиками в Мысовске; по другим данным — умер от туберкулёза.